# Salvatore Civita
Salvatore Civita (Bari, 31 agosto 1938 – Andria, 11 aprile 2008) è stato un politico italiano.

## Biografia
Fin da giovane è militante sindacale della CGIL, di cui a fine anni '70 fa parte della segreteria provinciale a Bari.
Esponente del Partito Comunista Italiano, è consigliere comunale ad Andria dal 1985. Eletto alla Camera dei deputati nelle file del PCI nel 1987. In seguito alla svolta della Bolognina, aderisce inizialmente al Partito Democratico della Sinistra, terminando il mandato parlamentare nel 1992. Successivamente passa al Partito della Rifondazione Comunista, con cui nel 1995 è candidato alle elezioni regionali pugliesi, non venendo eletto in consiglio per 86 voti.
Nel 1996 viene rieletto consigliere comunale ad Andria, comune del quale dal 2004 al 2005 è poi assessore alla cultura.